# Романовский, Александр Демидович
Александр Демидович Романовский (17 февраля 1916 года, село Лиховка — 16 июля 1943 года, село Тёплое) — лейтенант Красной армии, участник Великой Отечественной войны.
Командовал 3-м взводом 1-го батальона 224-го Памирского стрелкового полка, насчитывавшим 18 человек и получившим в народе прозвище «Курские панфиловцы»; кавалер ордена Отечественной войны I степени посмертно. Был вместе со всем личным составом представлен к званию Героя Советского Союза, однако никто из личного состава не получил звание Героя.

## Биография

### Семья
Родился 17 февраля 1916 года в селе Лиховка (по паспортным данным — Верхнеднепровский район, Днепропетровская область, УССР, ныне Пятихатский район, Днепропетровская область, Украина). Украинец. Из многодетной крестьянской семьи, четвёртый ребёнок из десяти (восемь сыновей, две дочери). Отец — Демид Васильевич Романовский (1883 — 11 апреля 1933), рядовой запаса. Мать — Ольга Ефимовна Романовская (в девичестве Андриенко, родилась 6 июля 1889 года), в послевоенные годы воспитала несколько осиротевших детей, награждена орденом «Мать-героиня» II степени. Родители состояли в браке с 22 октября 1908 года.
До ухода в РККА Александр Романовский женился на Клавдии Ивановне Туевой (р. 1921), брак зарегистрирован 31 октября в Бахтинском сельском совете Семипалатинского округа Казахской ССР. У Клавдии была дочь от первого брака.

### Воинская служба
До призыва в вооружённые силы Александр окончил курсы и работал в колхозе агрономом. 15 сентября 1937 года призван в пограничные войска НКВД, с 13 октября по 28 декабря красноармеец учебного пункта 30-го Бахтинского кавалерийского пограничного отряда НКВД. Курсант школы младшего начсостава с 28 декабря 1937 года по 15 сентября 1938 года, далее до 9 февраля 1940 года — командир отделения в отряде. 9 февраля 1940 года получил звание старшины, с 1 октября — старшина сверхсрочной службы отряда до 18 июля 1941 года.
18 июля 1941 года старшина Романовский был направлен на курсы младших лейтенантов Высшей школы войск НКВД, получив звание младшего лейтенанта по окончании курсов 28 февраля 1942 года. Со 2 марта 1942 по 16 ноября 1942 года продолжал службу в 30-м пограничном отряде на должностях помощника начальника заставы, командира комендантского взвода маневренной группы и сабельного взвода маневренной группы. Откомандирован 16 ноября на укомплектование частей Отдельной армии войск НКВД.

### Подвиг
Летом 1943 года во время боёв на Курской дуге лейтенант Александр Романовский был назначен командиром 3-го взвода 1-го батальона 224-го стрелкового Памирского полка 162-й стрелковой Среднеазиатской дивизии 70-й армии. Взвод насчитывал 18 пограничников из всех отрядов Казахского округа, включая командира. Взвод Романовского получил приказ прикрыть отход полка в районе села Тёплое Поныровского района Курской области и удержаться в деревне Самодуровка (ныне посёлок Игишево Поныровского района Курской области) любой ценой. Местность имела большое стратегическое значение для советских войск в плане обороны, а немецкие войска попросту не могли обойти эту высоту. Пограничники должны были держаться до подхода подкреплений из 224-го стрелкового полка.
Пограничники взяли штурмом позицию у Самодуровки и начали на ней закрепляться, но немецкие войска не дали возможности пограничникам окопаться и бросили на позиции взвода пехоту численностью до 200 человек при поддержке танков и бронетранспортёров. Взводный Романовский не имел возможности отступить, поскольку иначе оголился бы фланг батальона и тогда немцы получили бы возможность атаковать с тыла. Немецкие пехотные части продвигались скрытно, однако советские войска подпустили их поближе и затем решительным ударом отбросили немцев, несмотря на серьёзные потери. В бою погиб помощник взводного Григорий Гайдаматченко, его место занял сержант Василий Пикалов, а сам лейтенант Романовский был ранен дважды. Вскоре немецкие части бросили в сторону Самодуровки полк с танками и самоходками. Когда у красноармейцев закончились боеприпасы, Романовский повёл бойцов в контратаку в рукопашную. Солдаты смело шли на сближение с немцами, ведя бои в окопах и отстреливаясь из трофейного оружия. Их силами были подбиты три немецких танка, а также уничтожены, по разным данным, от 80 до 100 и больше немецких солдат. В своём последнем бою командир и все бойцы взвода погибли. Взвод лейтенанта Романовского выполнил задачу, задержав немецкие части и не позволив им продвинуться дальше. Подошедшие на подкрепление силы разбили противника и продвинулись на два километра.

## Вопрос о награждении
18 пограничников были посмертно представлены к званию Героя Советского Союза:
1. Амельчуков Григорий Алексеевич (Алтайский край)
2. Арслангереев Ильяс Акбулатович (Дагестанская АССР)
3. Воеводин Иван Антонович (Орловская обл.), сержант, командир отделения
4. Воскобоев Михаил Ульянович (Орловская обл.)
5. Гайдаматченко Григорий Дорофеевич (Украинская ССР), старший сержант, помощник командира взвода
6. Дурнаков Михаил Николаевич (Орловская обл.)
7. Емельянов Василий Алексеевич (Оренбургская обл.), ефрейтор, снайпер
8. Енин Анатолий Федотович (Орловская обл.)
9. Жургенов Ордалбай (Казахская ССР)
10. Золотухин Семен Егорович (Курская обл.)
11. Иванов Степан Александрович (Оренбургская обл.), младший сержант, командир отделения
12. Кокашкин Иван Николаевич (Оренбургская обл.)
13. Новоселов Николай Афанасьевич (Челябинская обл.)
14. Патрихин Петр Павлович (Украинская ССР)
15. Пикалов Василий Даниилович (Украинская ССР), сержант, командир отделения
16. Рафиков Рахман Офетакович (Оренбургская обл.)
17. Романовский Александр Демьянович (Казахская ССР), лейтенант, командир взвода
18. Сендеров Тимофей Афанасьевич (Новосибирская обл.)

В наградном листе Романовского его подвиг был описан следующим образом:

В разгар июльских наступательных боев, когда враг любой ценой пытался прорваться к Курску, полк имел задачу занять высоты у с. Теплое. Взводу лейтенанта Романовского было приказано прикрыть правый фланг для перегруппировки 1-го стрелкового батальона с выходом его к с. Самодуровка.
Немцы, воспользовавшись малочисленностью нашего прикрытия, подтянули против взвода в 18 человек до 200 автоматчиков; пользуясь выгодой рельефа, маскируясь во ржи, постепенно окружали наш взвод.
Разгадав замысел врага, лейтенант Романовский вступил в неравный бой. Каждый боец твердо шел на сближение с врагом, врывался в окопы, расстреливал в упор, разил штыком, бил лопатой. Немцы попятились, пытались окопаться, но герои продолжали настигать и уничтожать их. Ряды гитлеровцев редели, горы немецких трупов вырастали с каждой минутой. На месте этого напряженного огневого и рукопашного боя было насчитано 83 вражеских трупа. Романовский и все 18 героев-бойцов погибли, но не отступили ни на шаг. Приказ командования был выполнен.
Достоин посмертно присвоения звания «Герой Советского Союза».

Наградные материалы прошли все предварительные инстанции и были согласованы последней из них 12 ноября 1943 года, спустя 4 месяца со дня гибели взвода. Однако наградная комиссия Народного комиссариата обороны и командующий Белорусским фронтом генерал армии К. К. Рокоссовский, в подчинении которого в то время находилась 70-я армия, документы не подписали. В результате никто из пограничников так и не получил звание Героя Советского Союза. Причины отказа в присвоении звания остаются неизвестными до сих пор. Позднее, уже через 8 месяцев после гибели, все 18 человек были награждены посмертно только орденами Отечественной войны I степени.
Руководитель военно-патриотического клуба «Пограничник» Владимир Фёдорович Королёв, который занимался поиском родственников пограничников, погибших вместе с Александром Романовским, незадолго до 70-летнего юбилея Курской битвы обратился к Президенту Российской Федерации с просьбой о присвоении всем 18 пограничникам посмертно звания Героев Российской Федерации. Министерство обороны Российской Федерации официально заявило, что присвоение звания невозможно, поскольку награждение повторно за совершённый подвиг не производится (хотя имели место случаи, когда за один и тот же подвиг спустя десятилетия солдат награждали посмертно званиями Героя Советского Союза или Героя Российской Федерации).